# ستيف حانفت
ستيف حانفت (بالإنجليزية: Steve Hanft)‏ هو مخرج أمريكي، ولد في 3 مايو 1966.

## وصلات خارجية
- ستيف حانفت على موقع IMDb (الإنجليزية)
- ستيف حانفت على موقع ديسكوغز (الإنجليزية)
- ستيف حانفت على موقع قاعدة بيانات الفيلم (الإنجليزية)